# Kent Cooper
Kent Cooper (Columbus, 22 marzo 1880 – West Palm Beach, 31 gennaio 1965) è stato un giornalista statunitense.
Direttore generale dell'agenzia di stampa Associated Press dal 1925 al 1943, ne fu in seguito direttore esecutivo. In suo onore gli è stato intitolato il Ghiacciaio Cooper nell'Antartico.